# آنوسی تسارارافا
آنوسی تسارارافا (به لاتین: Anosy Tsararafa) یک منطقهٔ مسکونی در ماداگاسکار است که در فرافنگانا واقع شده‌است. آنوسی تسارارافا ۲۰٬۰۰۰ نفر جمعیت دارد و ۱۰ متر بالاتر از سطح دریا واقع شده‌است.